# گل‌تپه (ابهر)
گل‌تپه (ابهر)، روستایی از توابع بخش مرکزی شهرستان ابهر در استان زنجان ایران است.

## جمعیت
این روستا در دهستان دولت‌آباد قرار دارد و براساس سرشماری مرکز آمار ایران در سال ۱۳۸۵، جمعیت آن ۲۰۶ نفر (۴۳خانوار) بوده‌است.